# Gran Premio motociclistico di Germania 2011
Il Gran Premio motociclistico di Germania 2011 corso il 17 luglio, è stato il nono Gran Premio della stagione 2011. La gara si è disputata sul circuito del Sachsenring.

## Prove e Qualifiche

### Classe 125
In tutte le tre sessioni di prove libere il più veloce è stato Nicolás Terol (Aprilia). La pole position è andata a Maverick Viñales.
Risultati dopo le qualifiche:
- 1 =  Maverick Viñales – Aprilia 1:27.477
- 2 =  Héctor Faubel – Aprilia 1:27.808
- 3 =  Luis Salom – Aprilia 1:27.865

### Moto2
La sessione di prove libere del venerdì mattina è andata ad Alex De Angelis (MotoBi), quella del pomeriggio a Thomas Lüthi (Suter), mentre quella del sabato a Yūki Takahashi (Moriwaki). Marc Márquez ha invece ottenuto la pole position.
Risultati dopo le qualifiche:
- 1 =  Marc Márquez – Suter 1:24.733
- 2 =  Stefan Bradl – Kalex 1:24.862
- 3 =  Aleix Espargaró – Pons Kalex 1:24.900

### MotoGP
Loris Capirossi, a causa dei dolori fisici dovuti all'infortunio subito in Olanda, dopo essere sceso in pista nella prima sessione di prove, lascia il posto al francese Sylvain Guintoli per il resto del weekend.
Nella prima sessione di prove il miglior tempo è di Marco Simoncelli su Honda (1:22.823), seguito da Casey Stoner (Honda) e Jorge Lorenzo (Yamaha); nella seconda è ancora davanti Simoncelli (1:22.320), che precede Lorenzo e Dani Pedrosa (Honda). Nella terza è davanti Lorenzo (1:22.112), che precede Pedrosa e Simoncelli. La pole position è andata a Casey Stoner.
| Pos | Nº | Pilota           | Team                          | Tempo    |
| --- | -- | ---------------- | ----------------------------- | -------- |
| 1   | 27 | Casey Stoner     | Repsol Honda Team-HRC         | 1:21.681 |
| 2   | 26 | Daniel Pedrosa   | Repsol Honda Team-HRC         | 1:21.933 |
| 3   | 1  | Jorge Lorenzo    | Yamaha Factory Racing-Yamaha  | 1:21.944 |
| 4   | 58 | Marco Simoncelli | San Carlo Honda Gresini-Honda | 1:21.954 |
| 5   | 11 | Ben Spies        | Yamaha Factory Racing-Yamaha  | 1:22.056 |
| 6   | 4  | Andrea Dovizioso | Repsol Honda Team-HRC         | 1:22.157 |
| 7   | 5  | Colin Edwards    | Monster Yamaha Tech 3-Yamaha  | 1:22.368 |
| 8   | 69 | Nicky Hayden     | Ducati Team-Ducati            | 1:22.388 |
| 9   | 14 | Randy de Puniet  | Pramac Racing Team-Ducati     | 1:22.503 |
| 10  | 19 | Álvaro Bautista  | Rizla Suzuki MotoGP-Suzuki    | 1:22.604 |
| 11  | 8  | Héctor Barberá   | Mapfre Aspar Team-Ducati      | 1:22.676 |
| 12  | 35 | Cal Crutchlow    | Monster Yamaha Tech 3-Yamaha  | 1:22.676 |
| 13  | 17 | Karel Abraham    | Cardion AB Motoracing-Ducati  | 1:23.164 |
| 14  | 24 | Toni Elías       | LCR Honda MotoGP-Honda        | 1:23.201 |
| 15  | 7  | Hiroshi Aoyama   | San Carlo Honda Gresini-Honda | 1:23.248 |
| 16  | 46 | Valentino Rossi  | Ducati Team-Ducati            | 1:23.320 |
| 17  | 50 | Sylvain Guintoli | Pramac Racing Team-Ducati     | 1:24.707 |

## Gara

### MotoGP

#### Arrivati al traguardo
| Pos | Nº | Pilota           | Squadra                 | Motocicletta | Giri | Tempo     | Griglia | Punti |
| --- | -- | ---------------- | ----------------------- | ------------ | ---- | --------- | ------- | ----- |
| 1   | 26 | Dani Pedrosa     | Repsol Honda            | Honda        | 30   | 41:12.482 | 2       | 25    |
| 2   | 1  | Jorge Lorenzo    | Yamaha Factory Racing   | Yamaha       | 30   | +1.477    | 3       | 20    |
| 3   | 27 | Casey Stoner     | Repsol Honda            | Honda        | 30   | +1.568    | 1       | 16    |
| 4   | 4  | Andrea Dovizioso | Repsol Honda            | Honda        | 30   | +10.513   | 6       | 13    |
| 5   | 11 | Ben Spies        | Yamaha Factory Racing   | Yamaha       | 30   | +10.719   | 5       | 11    |
| 6   | 58 | Marco Simoncelli | San Carlo Honda Gresini | Honda        | 30   | +10.923   | 4       | 10    |
| 7   | 19 | Álvaro Bautista  | Rizla Suzuki            | Suzuki       | 30   | +27.451   | 10      | 9     |
| 8   | 69 | Nicky Hayden     | Ducati Team             | Ducati       | 30   | +27.510   | 8       | 8     |
| 9   | 46 | Valentino Rossi  | Ducati Team             | Ducati       | 30   | +27.576   | 16      | 7     |
| 10  | 5  | Colin Edwards    | Monster Yamaha Tech 3   | Yamaha       | 30   | +33.491   | 7       | 6     |
| 11  | 8  | Héctor Barberá   | Mapfre Aspar            | Ducati       | 30   | +38.944   | 11      | 5     |
| 12  | 17 | Karel Abraham    | Cardion AB Motoracing   | Ducati       | 30   | +39.148   | 13      | 4     |
| 13  | 14 | Randy de Puniet  | Pramac Racing           | Ducati       | 30   | +39.415   | 9       | 3     |
| 14  | 35 | Cal Crutchlow    | Monster Yamaha Tech 3   | Yamaha       | 30   | +39.477   | 12      | 2     |
| 15  | 7  | Hiroshi Aoyama   | San Carlo Honda Gresini | Honda        | 30   | +54.516   | 15      | 1     |
| 16  | 24 | Toni Elías       | LCR Honda               | Honda        | 30   | +1:12.335 | 14      |       |
| 17  | 50 | Sylvain Guintoli | Pramac Racing           | Ducati       | 29   | +1 giro   | 17      |       |

### Moto2
In questa classe l'unico pilota ad ottenere una wildcard è Steven Odendaal, alla quinta presenza stagionale.

#### Arrivati al traguardo
| Pos | Nº | Pilota              | Squadra                           | Motocicletta | Giri | Tempo     | Griglia | Punti |
| --- | -- | ------------------- | --------------------------------- | ------------ | ---- | --------- | ------- | ----- |
| 1   | 93 | Marc Márquez        | CatalunyaCaixa Repsol             | Suter        | 29   | 41:37.457 | 1       | 25    |
| 2   | 65 | Stefan Bradl        | Viessmann Kiefer Racing           | Kalex        | 29   | +0.896    | 2       | 20    |
| 3   | 15 | Alex De Angelis     | JIR Moto2                         | MotoBi       | 29   | +1.387    | 6       | 16    |
| 4   | 4  | Randy Krummenacher  | GP Team Switzerland Kiefer Racing | Kalex        | 29   | +3.413    | 15      | 13    |
| 5   | 12 | Thomas Lüthi        | Interwetten Paddock               | Suter        | 29   | +4.185    | 12      | 11    |
| 6   | 68 | Yonny Hernández     | Blusens-STX                       | FTR          | 29   | +7.691    | 10      | 10    |
| 7   | 45 | Scott Redding       | Marc VDS Racing                   | Suter        | 29   | +10.606   | 23      | 9     |
| 8   | 3  | Simone Corsi        | Ioda Racing Project               | FTR          | 29   | +10.667   | 21      | 8     |
| 9   | 16 | Jules Cluzel        | NGM Forward Racing                | Suter        | 29   | +12.079   | 17      | 7     |
| 10  | 51 | Michele Pirro       | Gresini Racing                    | Moriwaki     | 29   | +12.337   | 4       | 6     |
| 11  | 54 | Kenan Sofuoğlu      | Technomag-CIP                     | Suter        | 29   | +13.197   | 20      | 5     |
| 12  | 77 | Dominique Aegerter  | Technomag-CIP                     | Suter        | 29   | +21.516   | 28      | 4     |
| 13  | 44 | Pol Espargaró       | HP Tuenti Speed Up                | FTR          | 29   | +21.652   | 14      | 3     |
| 14  | 29 | Andrea Iannone      | Speed Master                      | Suter        | 29   | +21.827   | 25      | 2     |
| 15  | 71 | Claudio Corti       | Italtrans Racing                  | Suter        | 29   | +22.238   | 27      | 1     |
| 16  | 63 | Mike Di Meglio      | Tech 3 Racing                     | Tech 3       | 29   | +22.359   | 22      |       |
| 17  | 25 | Alex Baldolini      | NGM Forward Racing                | Suter        | 29   | +26.498   | 29      |       |
| 18  | 19 | Xavier Siméon       | Tech 3 B                          | Tech 3       | 29   | +30.137   | 7       |       |
| 19  | 75 | Mattia Pasini       | Ioda Racing Project               | FTR          | 29   | +34.023   | 33      |       |
| 20  | 9  | Kenny Noyes         | Avintia-STX                       | FTR          | 29   | +34.188   | 26      |       |
| 21  | 18 | Jordi Torres        | Mapfre Aspar                      | Suter        | 29   | +34.300   | 16      |       |
| 22  | 80 | Axel Pons           | Pons HP 40                        | Pons Kalex   | 29   | +34.949   | 19      |       |
| 23  | 13 | Anthony West        | MZ Racing                         | MZ-RE Honda  | 29   | +49.149   | 31      |       |
| 24  | 64 | Santiago Hernández  | SAG Team                          | FTR          | 29   | +49.902   | 35      |       |
| 25  | 14 | Ratthapark Wilairot | Thai Honda Singha SAG             | FTR          | 29   | +53.180   | 32      |       |
| 26  | 39 | Robertino Pietri    | Italtrans Racing                  | Suter        | 29   | +57.673   | 34      |       |
| 27  | 97 | Steven Odendaal     | MS Racing                         | Suter        | 29   | +1:12.318 | 36      |       |
| 28  | 88 | Ricard Cardús       | QMMF Racing                       | Moriwaki     | 29   | +1:12.943 | 24      |       |
| 29  | 24 | Tommaso Lorenzetti  | Aeroport de Castello              | FTR          | 28   | +1 giro   | 37      |       |
| 30  | 95 | Mashel Al Naimi     | QMMF Racing                       | Moriwaki     | 28   | +1 giro   | 38      |       |

#### Ritirati
| Nº | Pilota          | Squadra        | Motocicletta | Giri | Griglia |
| -- | --------------- | -------------- | ------------ | ---- | ------- |
| 72 | Yūki Takahashi  | Gresini Racing | Moriwaki     | 23   | 13      |
| 34 | Esteve Rabat    | Blusens-STX    | FTR          | 19   | 18      |
| 38 | Bradley Smith   | Tech 3 Racing  | Tech 3       | 15   | 9       |
| 40 | Aleix Espargaró | Pons HP 40     | Pons Kalex   | 5    | 3       |
| 76 | Max Neukirchner | MZ Racing      | MZ-RE Honda  | 5    | 11      |
| 53 | Valentin Debise | Speed Up       | FTR          | 2    | 30      |
| 60 | Julián Simón    | Mapfre Aspar   | Suter        | 0    | 5       |

#### Non partiti
| Nº | Pilota          | Squadra                | Motocicletta | Griglia |
| -- | --------------- | ---------------------- | ------------ | ------- |
| 36 | Mika Kallio     | Marc VDS Racing        | Suter        | 8       |
| 31 | Carmelo Morales | Desguaces La Torre G22 | Suter        |         |

### Classe 125
In questa classe corrono con delle wildcard: i tedeschi Luca Grünwald e Toni Finsterbusch su KTM, Marvin Fritz e Felix Forstenhäusler su Honda e l'australiano Jack Miller su Aprilia.
La vittoria del Gran Premio è stata attribuita a Faubel in virtù del proprio giro veloce migliore rispetto a Zarco (1:27.867 contro 1:28.136), dopo che il fotofinish non era stato in grado di determinare con certezza il vincitore. Un caso analogo si era verificato nel GP del Qatar 2004, che nell'occasione aveva visto Jorge Lorenzo prevalere su Andrea Dovizioso.

#### Arrivati al traguardo
| Pos | Nº | Pilota               | Squadra                        | Motocicletta | Giri | Tempo     | Griglia | Punti |
| --- | -- | -------------------- | ------------------------------ | ------------ | ---- | --------- | ------- | ----- |
| 1   | 55 | Héctor Faubel        | Bankia Aspar                   | Aprilia      | 27   | 39:57.979 | 2       | 25    |
| 2   | 5  | Johann Zarco         | Avant-AirAsia-Ajo              | Derbi        | 27   | +0.000    | 6       | 20    |
| 3   | 25 | Maverick Viñales     | Blusens by Paris Hilton Racing | Aprilia      | 27   | +0.272    | 1       | 16    |
| 4   | 18 | Nicolás Terol        | Bankia Aspar                   | Aprilia      | 27   | +1.723    | 4       | 13    |
| 5   | 39 | Luis Salom           | RW Racing GP                   | Aprilia      | 27   | +2.784    | 3       | 11    |
| 6   | 33 | Sergio Gadea         | Blusens by Paris Hilton Racing | Aprilia      | 27   | +6.786    | 5       | 10    |
| 7   | 94 | Jonas Folger         | Red Bull Ajo MotorSport        | Aprilia      | 27   | +13.116   | 9       | 9     |
| 8   | 11 | Sandro Cortese       | Intact-Racing Team Germany     | Aprilia      | 27   | +13.414   | 15      | 8     |
| 9   | 52 | Danny Kent           | Red Bull Ajo MotorSport        | Aprilia      | 27   | +13.710   | 10      | 7     |
| 10  | 31 | Niklas Ajo           | TT Motion Events Racing        | Aprilia      | 27   | +29.090   | 14      | 6     |
| 11  | 23 | Alberto Moncayo      | Andalucia Banca Civica         | Aprilia      | 27   | +29.341   | 8       | 5     |
| 12  | 42 | Toni Finsterbusch    | Freudenberg Racing             | KTM          | 27   | +33.483   | 28      | 4     |
| 13  | 84 | Jakub Kornfeil       | Ongetta-Centro Seta            | Aprilia      | 27   | +34.357   | 30      | 3     |
| 14  | 99 | Danny Webb           | Mahindra Racing                | Mahindra     | 27   | +34.405   | 16      | 2     |
| 15  | 53 | Jasper Iwema         | Ongetta-Abbink Metaal          | Aprilia      | 27   | +36.878   | 24      | 1     |
| 16  | 77 | Marcel Schrötter     | Mahindra Racing                | Mahindra     | 27   | +43.087   | 13      |       |
| 17  | 15 | Simone Grotzkyj      | Phonica Racing                 | Aprilia      | 27   | +43.123   | 19      |       |
| 18  | 96 | Louis Rossi          | Matteoni Racing                | Aprilia      | 27   | +52.487   | 23      |       |
| 19  | 3  | Luigi Morciano       | Team Italia FMI                | Aprilia      | 27   | +1:01.936 | 18      |       |
| 20  | 30 | Giulian Pedone       | Phonica Racing                 | Aprilia      | 27   | +1:04.494 | 29      |       |
| 21  | 43 | Sturla Fagerhaug     | WTR-Ten10 Racing               | Aprilia      | 27   | +1:05.804 | 27      |       |
| 22  | 43 | Francesco Mauriello  | WTR-Ten10 Racing               | Aprilia      | 27   | +1:05.900 | 31      |       |
| 23  | 36 | Joan Perelló         | Matteoni Racing                | Aprilia      | 27   | +1:24.205 | 33      |       |
| 24  | 63 | Zulfahmi Khairuddin  | Airasia-Sic-Ajo                | Derbi        | 27   | +1:27.327 | 17      |       |
| 25  | 19 | Alessandro Tonucci   | Team Italia FMI                | Aprilia      | 27   | +1:27.505 | 34      |       |
| 26  | 10 | Alexis Masbou        | Caretta Technology             | KTM          | 26   | +1 giro   | 22      |       |
| 27  | 78 | Felix Forstenhäusler | Schwaben Racing                | Honda        | 26   | +1 giro   | 35      |       |

#### Ritirati
| Nº | Pilota           | Squadra                | Motocicletta | Giri | Griglia |
| -- | ---------------- | ---------------------- | ------------ | ---- | ------- |
| 26 | Adrián Martín    | Bankia Aspar           | Aprilia      | 26   | 12      |
| 21 | Harry Stafford   | Ongetta-Centro Seta    | Aprilia      | 26   | 20      |
| 41 | Luca Grünwald    | Freudenberg Racing     | KTM          | 23   | 25      |
| 7  | Efrén Vázquez    | Avant-AirAsia-Ajo      | Derbi        | 20   | 7       |
| 56 | Péter Sebestyén  | Caretta Technology     | KTM          | 19   | 32      |
| 70 | Marvin Fritz     | LHF Project Racing     | Honda        | 8    | 36      |
| 73 | Jack Miller      | RZT Racing             | Aprilia      | 3    | 26      |
| 44 | Miguel Oliveira  | Andalucia Banca Civica | Aprilia      | 2    | 11      |
| 17 | Taylor Mackenzie | Phonica Racing         | Aprilia      | 2    | 21      |